# Edificio della Syracuse Savings Bank
L'Edificio della Syracuse Savings Bank è uno storico edificio della città di Syracuse nello stato di New York.

## Storia
L'edificio venne eretto nel 1875 secondo il progetto dell'architetto Joseph Lyman Silsbee, all'epoca solamente ventiseienne, venendo inaugurato l'anno seguente quale sede della Syracuse Savings Bank. All'epoca era l'edificio più alto di Syracuse e si affacciava direttamente sul canale Erie. Il suo ascensore, il primo in città, attrasse numerosi visitatori.
Compare nel registro nazionale dei luoghi storici dal 18 febbraio 1971.

## Descrizione
Il palazzo sorge nel centro di Syracuse, di fianco a un altro edificio d'interesse storico: l'Edificio Gridley.
L'edificio presenta uno stile neogotico.

## Galleria d'immagini

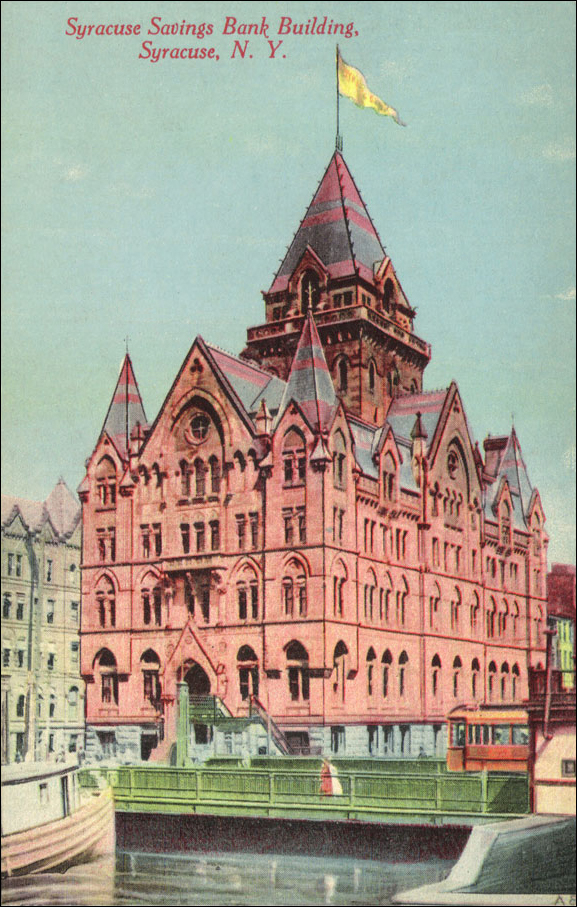
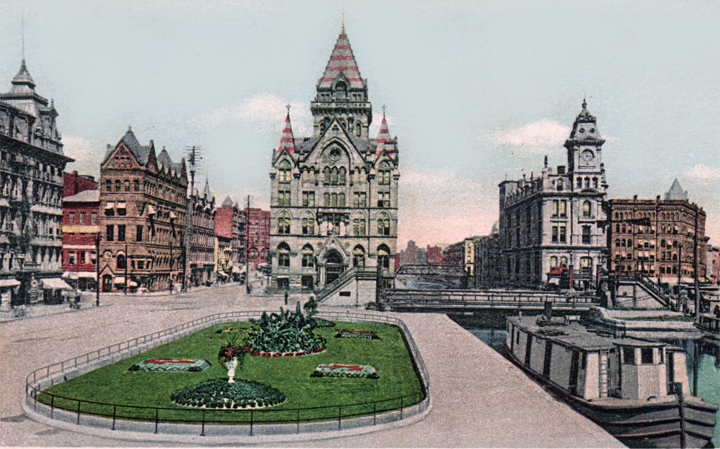
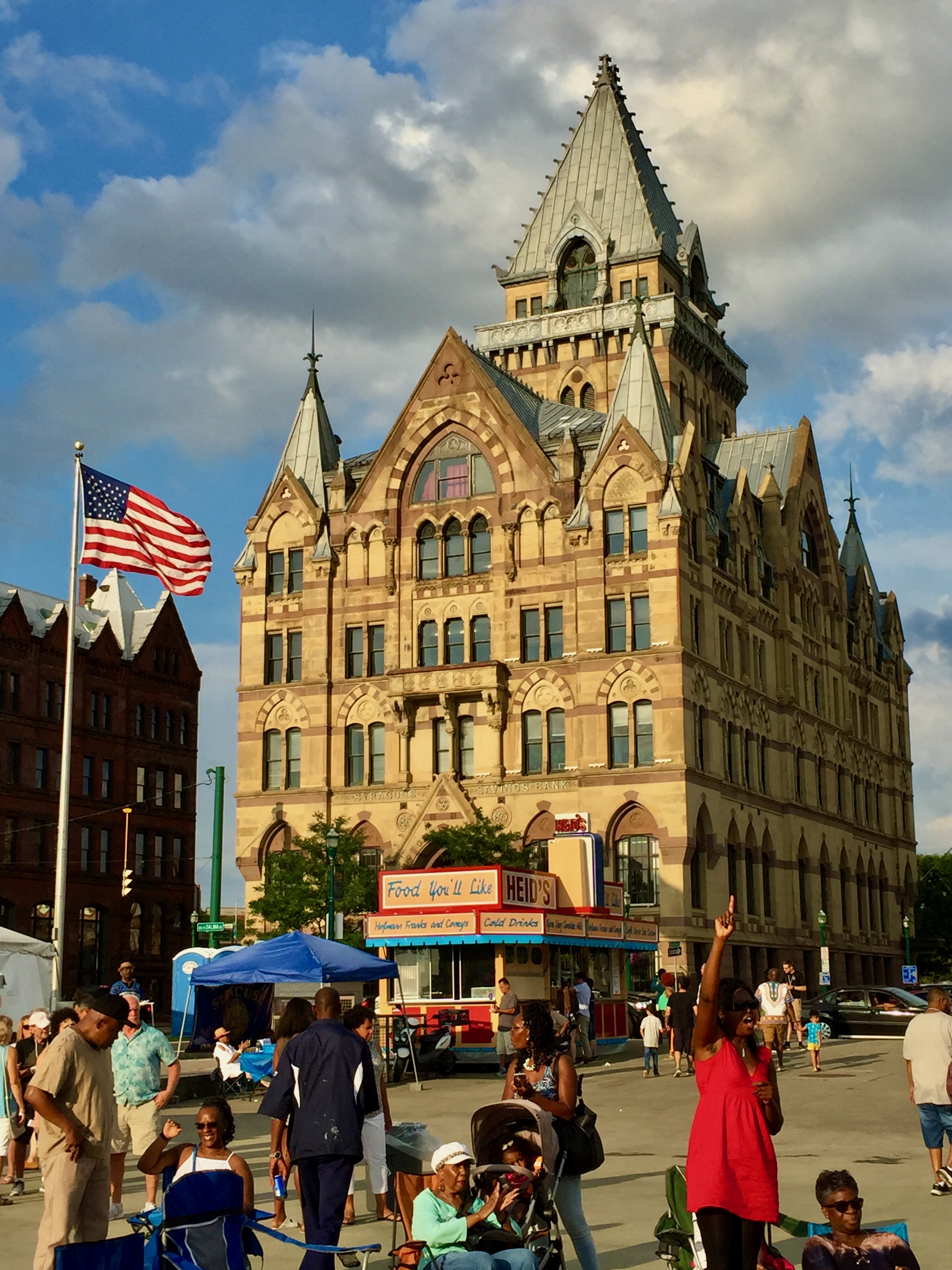